# Озерки (военный аэродром)
Аэродром «Озерки» — военный аэродром, созданный в конце 1941 года, в северных предместьях Ленинграда, на совхозных полях. Использовался авиацией ПВО и как запасной для разных частей. В послевоенное время стал аэродромом ДОСААФ и использовался вплоть до начала 60-х годов.

## Описание
Аэродром 7-го истребительного авиационного корпуса ПВО Ленинградского фронта (с середины 1942 года Ленинградской армии ПВО). Находился на совхозных полях между Ново-Парголовской колонией, Сосновским лесопарком и дорогой в Бугры.
Первое упоминание — «Сведения о состоянии аэродромов на 19.12.1941 г.», под № 15 — «Продологоватое» /Озерки/. В последующих документах проходил только под наименованием «Озерки».
Выписки из журнала боевых действий 1 ад дд (1-я авиадивизия дальнего днйствия) за период с января по май 1944 года
«Днем 25.01.1944 пять экипажей 101 ап дд (101-й авиаполк дальненго действия) произвели 8 рейсов в интересах Ленинградского фронта по перевозке раненых с аэродрома Борки на аэродром Озерки.»